# Euxoa tristicula
Euxoa tristicula är en fjärilsart som beskrevs av Morrison 1875. Euxoa tristicula ingår i släktet Euxoa och familjen nattflyn. Inga underarter finns listade i Catalogue of Life.